# Український народний хор «Калина»
Український народний хор «Калина» (англ. Ukrainian folk choir «Kalyna») — оркестрово-хоровий музичний колектив з м. Полтава.

## Історія
Заснований 1979-го року видатним українським диригентом Григорієм Левченком при Полтавському державному педагогічному інституті імені Володимира Короленка. Концертмейстр — Олександр Харченко.
До 1998 року колектив складався з двох груп: хорової та оркестрової, згодом також було додано танцювальну групу. Оркестр хору, окрім класичних інструментів, таких як скрипка, віолончель, флейта, баян, має ряд суто національних музичних інструментів: бандуру, кобзу, цимбали, сопілку. Колектив має жіночу та чоловічу хорові студії.
За час свого існування хор «Калина» взяв участь у багатьох регіональних, всеукраїнських та міжнародних конкурсах і фестивалях народної творчості. Має численні грамоти і дипломи лауреатів всеукраїнських і міжнародних фестивалів. З хору вийшли заслужені артистки України Наталія Мізєва та Наталія Сулаєва, заслужений працівник культури Михайло Герасименко. 
Після смерті Григорія Левченка у вересні 2022 — Український народний хор «Калина» імені Григорія Семеновича Левченка. У 2023 році пам'яті Григорія Левченка було відкрито барильєф. 
З листопада 2022 року художній керівник — Євген Московка; керівник оркестрової групи — Наталія Ремезова; керівник балетної групи — Костянтин Булага. 

## Творчість
У репертуарі «Калини» — хорові твори українських та зарубіжних композиторів минулого й сучасності, обробки українських народних пісень, багаточастинні музично-хореографічні композиції, створені на основі народної творчості полтавського краю. Значну частину становить творчий доробок керівника колективу Г. Левченка: обробки народних пісень, записаних митцем у різних районах Полтавщини, а також оригінальні музичні композиції. Співпрацював хор разом із Раїсою Кириченко.
|                                                        | Скільки я буду працювати, і я б хотів що скільки буде існувати «Калина», Раїса Опанасівна — в «Калині». |
| — Григорій Левченко, «Світлої пам'яті Раїси Кириченко» | |

Хор виконував офіційний Гімн Полтавщини, Гімн України та Молитву за Україну.
Діяльність колективу відображена у фондових записах на радіо і телебаченні, короткометражному к/ф із серії «І хліб, і пісня» студії Укртелефільм, швейцарському кінофільмі (Лузанна, 1995).

## Дискографія
Сім компакт-дисків із записами творів у виконанні хору, видані в Україні, Франції, Швейцарії, Німеччині, Австрії та Бельгії.

### Збірки
- «Барви Полтавщини» — студія грамзапису «Мелодія» (Москва, 1987)

- «Zeeland Meets The World» (International Folklore Festival Zeeland) — «Uptide Studio» (Netherlands, 1997)

## Нотатки
- В університеті одночасно з хором «Калина» також працювали: народний камерний хор імені Павла Лиманського (диригент — Сергій Жмайло), камерний хор «Просвіта» (хормейстр — Валерій Сидоров)[47][48][49][50][51].